# Monte Athabasca

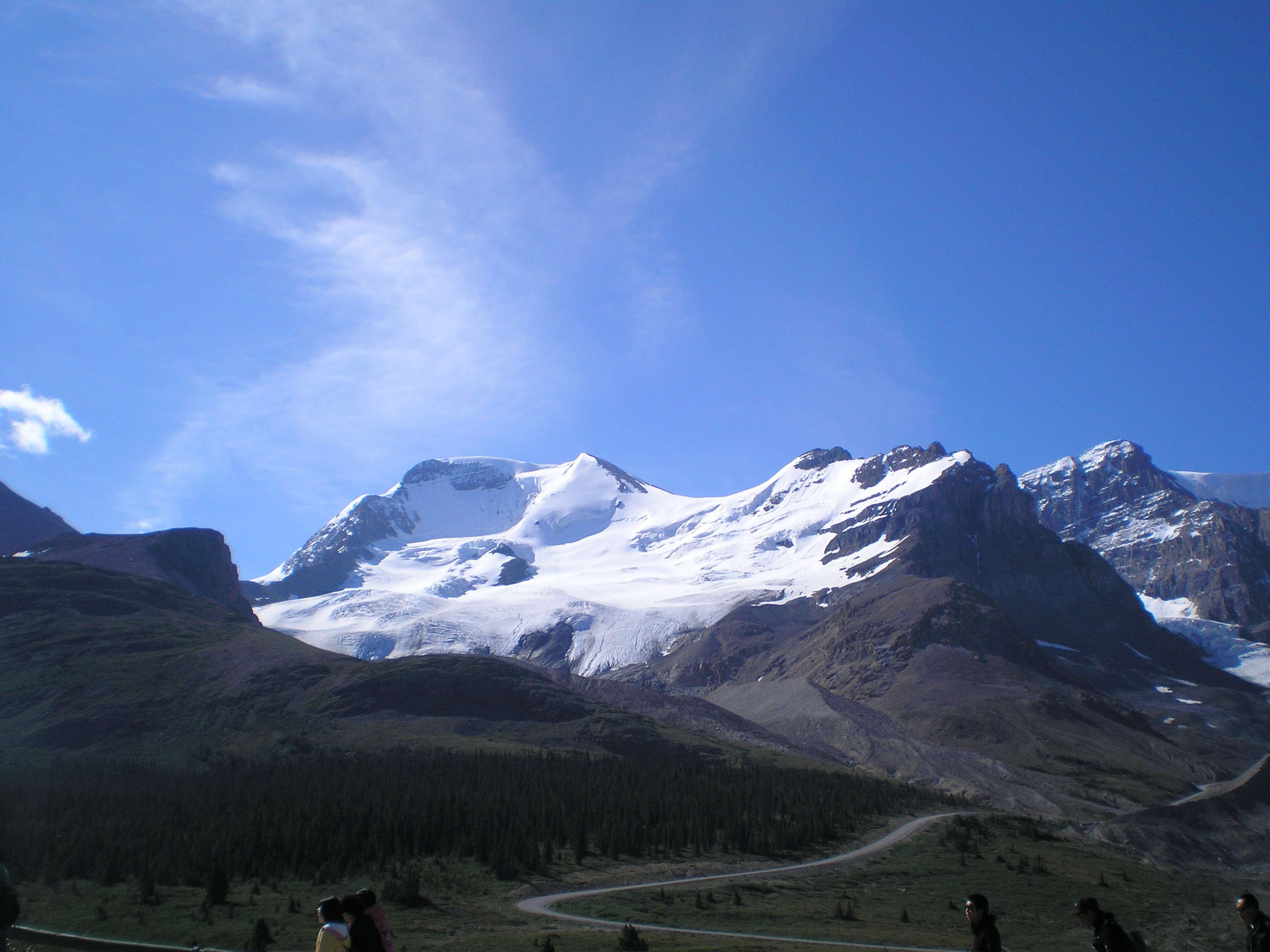
Vista desde el norte

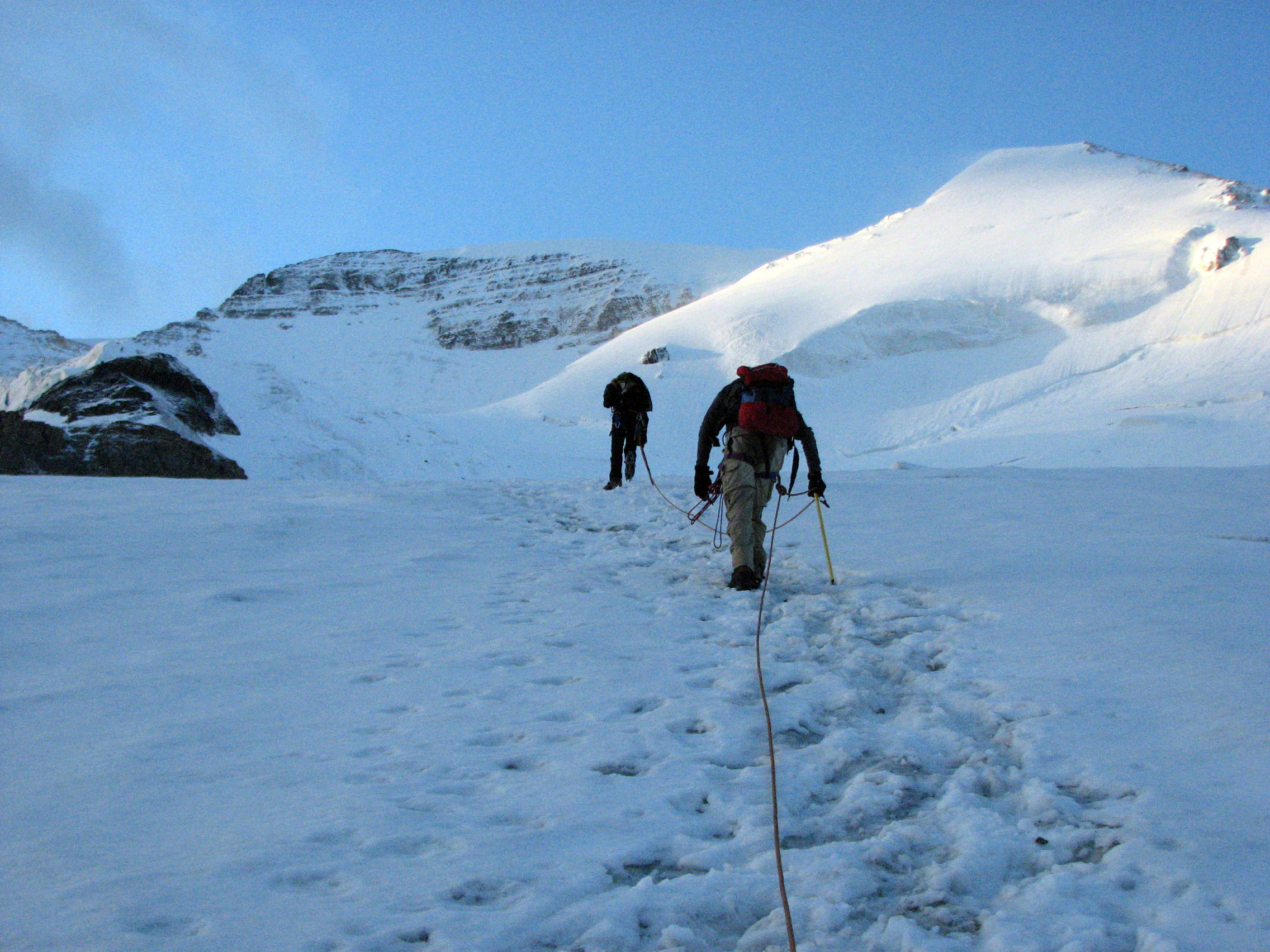
Aproximación al monte Athabasca

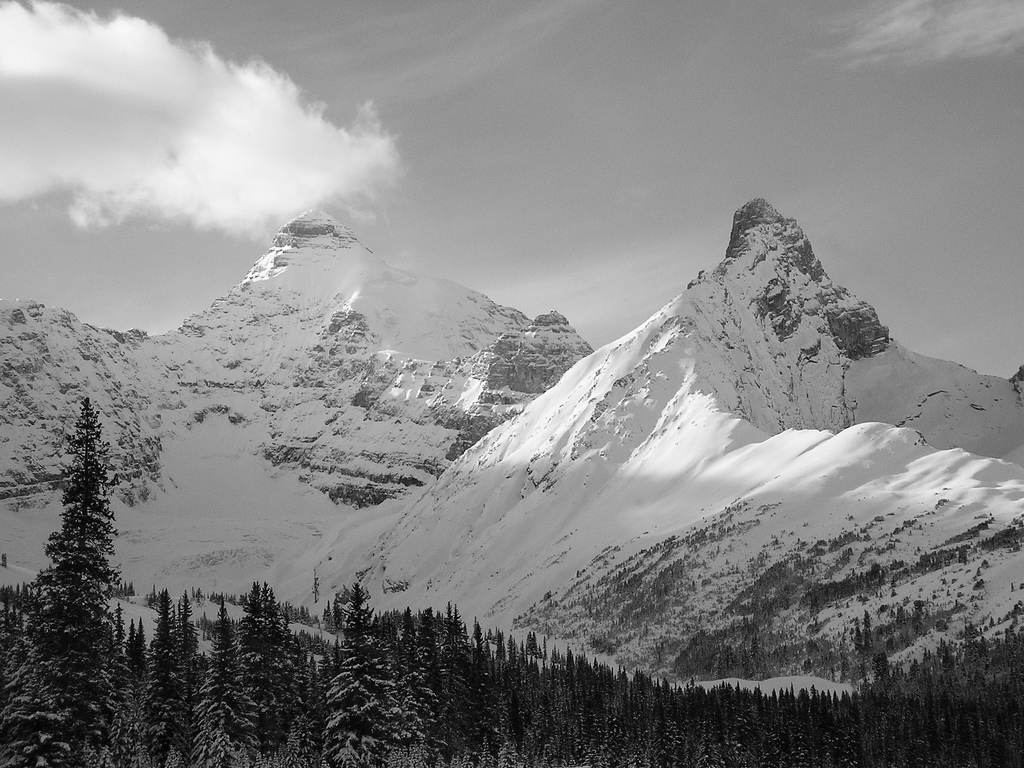
Monte Athabasca

El monte Athabasca es una montaña localizada en las Montañas Rocosas de Canadá, en la provincia de Alberta. Tiene una altitud de 3490 m y una prominencia de 671 m. Se encuentra en el parque nacional Jasper y en los bordes del de Banff, junto al Campo de hielo Columbia. J. Norman Collie, que culminó la primera ascensión el 18 de agosto de 1898, le dio este nombre. Athabasca es un nombre muy ligado a toda esta zona, en un principio una palabra de origen cree que hacía referencia al lago Athabasca. 
Junto al monte Athabasca están el monte Andrómeda y el glaciar Athabasca, uno de los brazos principales del campo de hielo. Tanto el glaciar como las dos montañas se pueden observar desde la cercana Icefields Parkway, la carretera de los campos de hielo, que recorre los parques nacionales de Banff y Jasper. 

## Rutas
- North Glacier (Glaciar norte - Ruta normal)
- Silverhorn (Cuerno de plata)
- Regular North Face (Cara norte)
- The Hourglass (El reloj de arena)
- North Ridge (Cresta norte)

## Hidrografía
El monte Athabasca es descrito en ocasiones como el vértice hidrográfico de Norteamérica, ya que el agua que baja desde esta montaña se vierte en tres posibles cuencas: al este hacia el océano Atlántico, al norte hacia la bahía Hudson y al oeste hacia el océano Pacífico.